# Tsnjanskoje Vodochranilisjtje
Tsnjanskoje Vodochranilisjtje (ryska: Цнянское Водохранилище) är en reservoar i Belarus.   Den ligger i voblasten Minsks voblast, i den centrala delen av landet. Tsnjanskoje Vodochranilisjtje ligger 213 meter över havet.
I omgivningarna runt Tsnjanskoje Vodochranilisjtje växer i huvudsak blandskog. Runt Tsnjanskoje Vodochranilisjtje är det mycket tätbefolkat, med 6 241 invånare per kvadratkilometer.